# Перинатальна смертність
Перинатальна смертність — статистичний показник, що відображає всі випадки смерті плода або новонародженого в період від 22-го тижня вагітності до 7 діб після народження (перинатальний період). Розраховується на 1000 народжених.
Перинатальна смертність включає випадки мертвонародження, а також ранньої дитячої смертності, тобто до 7 повних діб від народження.

## Класифікація
Охоплює три підрозділи:
- Антенатальна смертність — у період від 22 тижнів до початку пологів;
- Інтранатальна смертність — під час пологів;
- Рання неонатальна смертність — до 7 діб після пологів.

Обчислюється окремо для кожної лікарні, міста, регіону, країни. Поряд з материнською смертністю є одним з ключових показників розвитку системи пологової допомоги та медицини в цілому, проте, не враховує шкідливих звичок та здоров'я матері.

## Причини
Найчастіші причини, від яких може статися смерть плода та новонародженого:
- Асфіксія;
- Вроджені вади;
- Дихальні розлади;
- Інфекційні захворювання;
- Ускладнення вагітності і пологів.

## Фактори ризику
Найрозповсюдженіші фактори ризику:
- Вік матері;
- Соціальні умови;
- Шкідливі умови праці матері;
- Шкідливі звички (куріння, алкоголь);
- Супутня екстрагенітальна патологія;
- Кількість попередніх пологів;
- Маса плоду;
- Стан плоду при народженні;
- Непрофесійний медичний персонал;